# Simadan

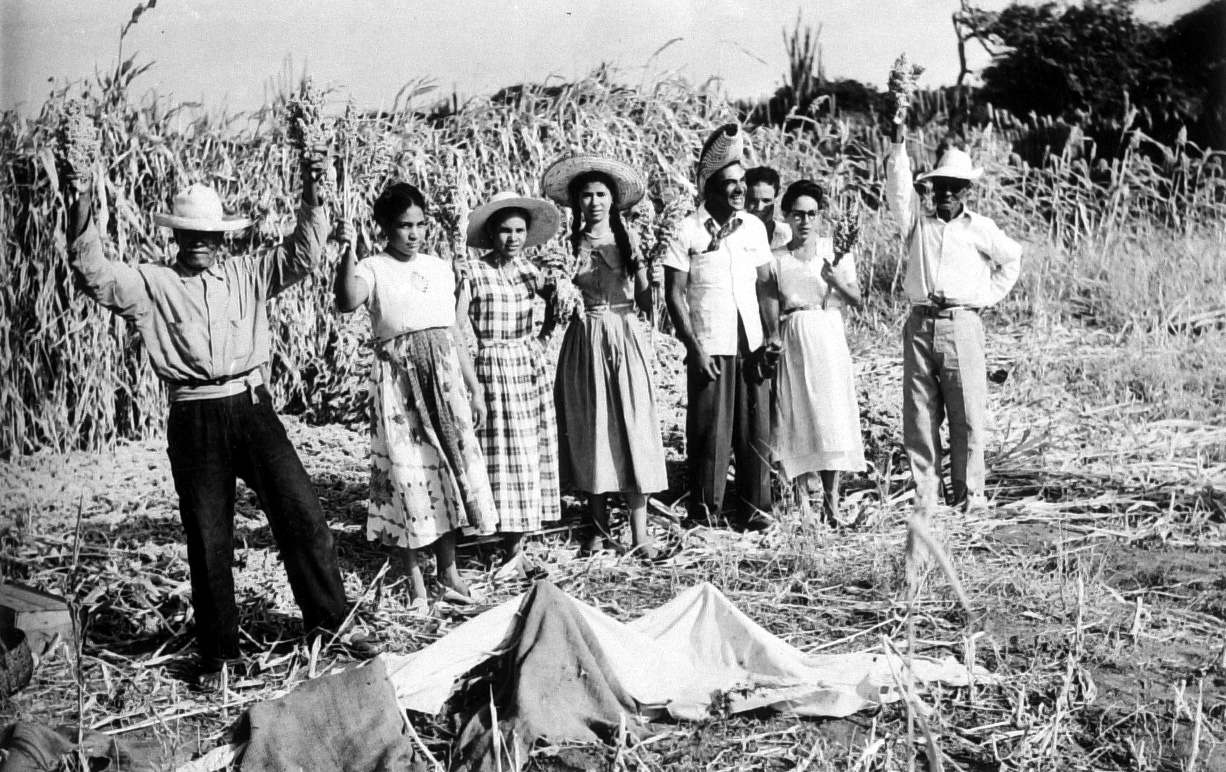
Oogstfeest Simadan in Bonaire (ca 1950)

Simadan is het oogstfeest en tevens een muziek- en dansstijl afkomstig van het eiland Bonaire. Het wordt gevierd op de dag na Dia di Rincon, dus op 1 mei.
Het is dezelfde muziek, ritme en dans die op het eiland Curaçao seú genoemd wordt. Vermoedelijk door de immigratie van veel Bonairianen op Curaçao wordt de seú daar ook simadan genoemd.
Het bekendste Boneriaanse oogstlied heet Remailo, het Afrikaanse woord voor maishi chikí (sorghum).
Seú is ook de naam van het jaarlijkse oogstfeest op Curaçao dat plaatsvindt op tweede paasdag. Een kleurrijke optocht in klederdracht trekt dan zingend en dansend door de straten van Otrobanda, het westelijke gedeelte van Willemstad.